# Grote Prijs Jef Scherens 2014
Il Grote Prijs Jef Scherens 2014, quarantottesima edizione della corsa, valido come evento dell'UCI Europe Tour 2014, si svolse il 14 settembre 2014 per un percorso di 183,3 km. Fu vinto dal tedesco André Greipel, che giunse al traguardo in 4h 15' 56" alla media di 42,92 km/h.
Furono 119 i ciclisti che portarono a termine la competizione.

## Squadre partecipanti
| N.    | Cod. | Squadra                      |
| ----- | ---- | ---------------------------- |
| 1-8   | LTB  | Lotto-Belisol                |
| 11-18 | TFR  | Trek Factory Racing          |
| 21-28 | AND  | Androni Giocattoli-Venezuela |
| 31-38 | TSV  | Topsport Vlaanderen-Baloise  |
| 41-48 | WGG  | Wanty-Groupe Gobert          |
| 51-58 | GID  | Devel. Team Giant-Shimano    |
| 61-68 | RIJ  | Cyclingteam De Rijke-Shanks  |
| 71-78 | JTW  | Josan-ToWin Cycling Team     |
| 81-88 | LDT  | Leopard Development Team     |
| 91-98 | NLD  | Selezione olandese           |

| N.      | Cod. | Squadra                          |
| ------- | ---- | -------------------------------- |
| 101-108 | SUN  | Sunweb-Napoleon Games            |
| 111-118 | MMM  | Team 3M                          |
| 121-128 | VGS  | Vastgoedservice-Golden Palace    |
| 131-138 | VER  | Veranclassic-Doltcini            |
| 141-148 | WIL  | Vérandas Willems                 |
| 151-158 | WBC  | Wallonie-Bruxelles               |
| 161-168 | CJP  | Cyclingteam Jo Piels             |
| 171-178 | RBD  | Rietumu-Delfin                   |
| 181-188 | PCW  | T.Palm-Pôle Continental Wallon   |
| 191-198 | PVC  | Parkhotel Valkenburg Continental |

## Ordine d'arrivo (Top 10)

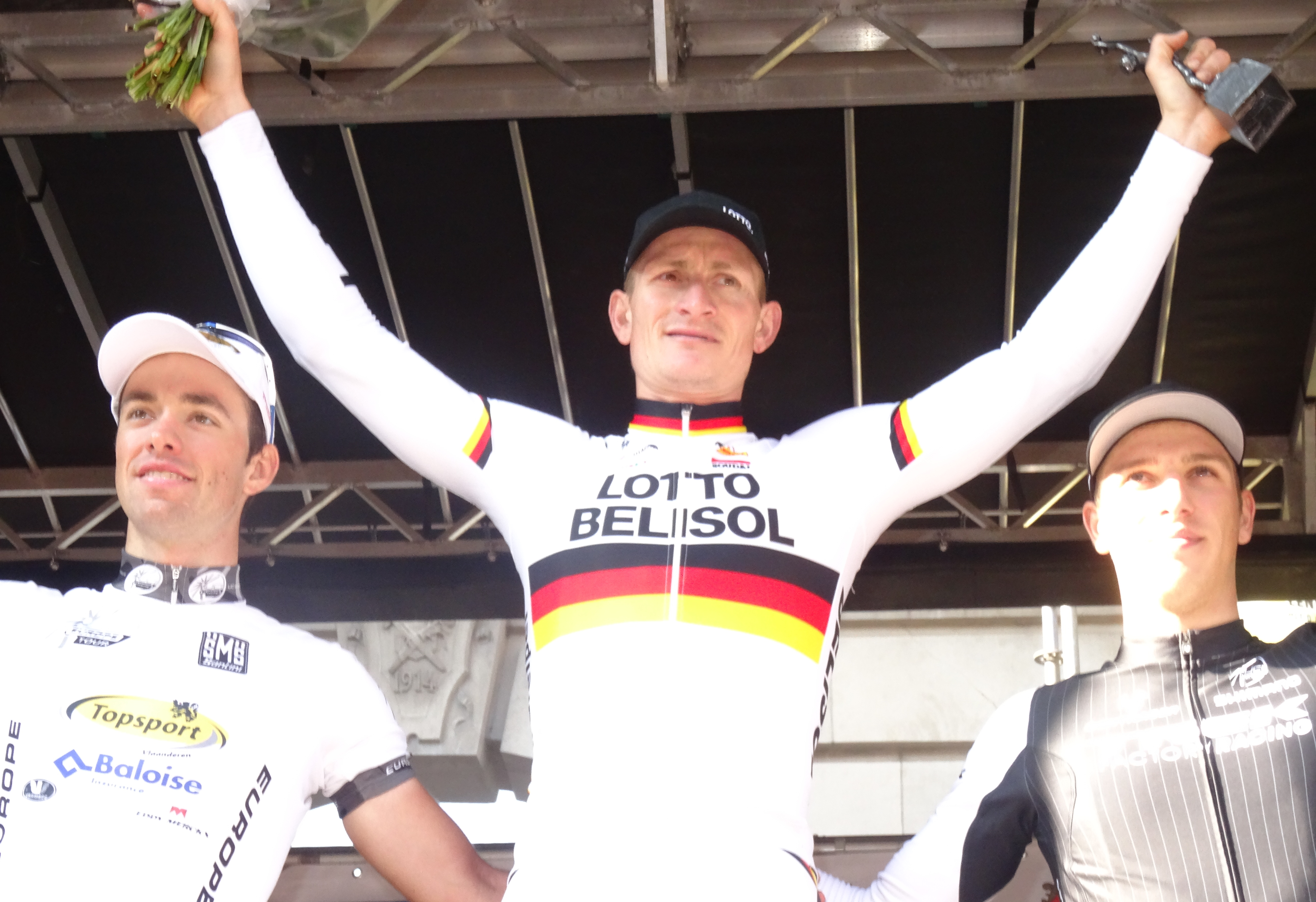
Tom Van Asbroeck (2), André Greipel (1) en Danny van Poppel (3).

| Pos. | Corridore         | Squadra      | Tempo    |
| ---- | ----------------- | ------------ | -------- |
| 1    | André Greipel     | Lotto        | 4h15'56" |
| 2    | Tom Van Asbroeck  | Topsport     | s.t.     |
| 3    | Danny van Poppel  | Trek Factory | s.t.     |
| 4    | Kenny van Hummel  | Androni      | s.t.     |
| 5    | Kenneth Vanbilsen | Topsport     | s.t.     |
| 6    | Jempy Drucker     | Wanty        | s.t.     |
| 7    | Antoine Demoitié  | Wallonie     | s.t.     |
| 8    | Michel Kreder     | Wanty        | s.t.     |
| 9    | Coen Vermeltfoort | De Rijke     | s.t.     |
| 10   | Mike Teunissen    | Paesi Bassi  | s.t.     |